# Comuna Zahrunivka, Zinkiv
Zahrunivka (în ucraineană Загрунівка) este o comună în raionul Zinkiv, regiunea Poltava, Ucraina, formată din satele Romanivka, Sulîmî și Zahrunivka (reședința).

## Demografie
Componența lingvistică a comunei Zahrunivka
     Ucraineană (94%)
     Rusă (4,05%)
     Română (1,8%)
     Alte limbi (0,15%)
Conform recensământului din 2001, majoritatea populației comunei Zahrunivka era vorbitoare de ucraineană (94%), existând în minoritate și vorbitori de rusă (4,05%) și română (1,8%).